# 지방도 제407호선
지방도 제407호선은 강원특별자치도 춘천시 신북읍 용산리에서 화천군 화천읍 하리 화천대교오거리를 잇는 강원특별자치도의 지방도이다.
춘천시 사북면 고성리에서 화천군 하남면 거례리를 잇는 부다리고개 구간은 상당히 심한 경사와 굴곡으로 겨울철 빙판길 사고와 교통사고가 잦아 2000년 7월 "부다리터널"을 착공하여 2008년 12월 17일에 개통하였다. 이 구간은 1일 평균 7,000~8,000대의 차량이 운행하며 터널 연장은 약 2,066m이다. 이 터널의 개통으로 화천군과 춘천시를 오갈 때 40분이 소요되던 것이 30분으로 단축되었다.

## 역사
- 2001년 4월 7일 : 부다리고개 도로개량공사로 춘천시 사북면 고성리 ~ 화천군 하남면 거례리 9.36km 구간 도로구역 변경[2]
- 2003년 2월 15일 : 노선 폐지 및 재지정[3]
- 2010년 6월 28일 : 춘천시 사북면 고성리 ~ 화천군 하남면 위라리(부다리터널 포함) 8.77km 구간 개통, 기존 부다리고개 구간 2.71km 폐지.[4]

## 주요 경유지
- 춘천시
  - 신북읍 고탄입구
  - 사북면 고탄리 - 송화초등학교 - 길성주유소(지방도 제403호선과 분기) - 고성리 - 부다리터널(2066m)

- 화천군
  - 하남면 부다리터널(2066m) - 거례리 - 화천공설운동장 - 화천고등학교 - 화천대교
  - 화천읍 화천대교 - 화천대교오거리

## 중복 구간
- 춘천시 사북면 길성주유소 ~ 고성리 : 지방도 제403호선과 중복

## 도로명
- 전 구간 "춘화로"로 되어 있다.